# Landsat
Landsat je najstariji postojeći sustav za snimanje Zemlje iz svemira. Prvi satelit misije Landsat lansiran je 1972. godine, dok je posljednji, Landsat 7, lansiran 15. travnja 1999. godine. Instrumenti na Landsatovim satelitima do sada su snimili milijune snimaka. Ovi snimci, koji su arhivirani u Sjedinjenim Državama i Landsatovim zemaljskim stanicama, koje se nalaze širom svijeta, jedinstven su izvor globalne promjene u istraživanju i primjeni snimaka u poljoprivredi, kartografiji, geologiji, šumarstvu, prostornom planiranju, nadgledanju, edukaciji i nacionalnoj sigurnosti. Satelit Landsat 7 ima osam spektralnih kanala s prostornom rezolucijom koja varira od 15 do 60 metara.

## Kronološki pregled letova
| Satelit   | Datum lansiranja   | Datum prestanka rada        |
| --------- | ------------------ | --------------------------- |
| Landsat 1 | 23. srpnja 1972.   | 1978.                       |
| Landsat 2 | 22. siječnja 1975. | 1981.                       |
| Landsat 3 | 5. ožujka 1978.    | 1983.                       |
| Landsat 4 | 16. srpnja 1982.   | 1993.                       |
| Landsat 5 | 1. ožujka 1984.    | funkcionalan                |
| Landsat 6 | 5. listopada 1993. | nije dostigao visinu orbite |
| Landsat 7 | 15. travnja 1999.  | funkcionalan                |
| Landsat 8 | 11. veljače 1999.  | funkcionalan                |

## Vanjske poveznice
- Landsat NASA homepage
- Landsat.org Home Page  Arhivirana inačica izvorne stranice od 8. ožujka 2013. (Wayback Machine)